# Ulomyia bulgarica
Ulomyia bulgarica är en tvåvingeart som beskrevs av Wagner och Joost 1988. Ulomyia bulgarica ingår i släktet Ulomyia och familjen fjärilsmyggor.
Artens utbredningsområde är Bulgarien. Inga underarter finns listade i Catalogue of Life.